# Kaysha
Kaysha (Kinshasa, 22 de janeiro de 1974) é um cantor e produtor musical com origens na República do Congo e nacionalidades Francesa e Portuguesa.   Trabalhou como músico nas Antilhas, Europa, África, entre outros lugares. Nasceu no Congo, tendo imigrado para França com os pais aos 7 anos. Se tornou conhecido com o seu primeiro single "Bounce Baby". 

## Biografia
Foi nomeado para o prêmio de Melhor Artista Africano do MTV Europe Music Awards e venceu por 3 vezes o African Kora Awards.
Apareceu na CNN em 2000 e também em 2005, no programa Inside Africa. Como produtor, trabalhou com vários artistas, como Passi, Solaar, Jacob Desvarieux, Sooumia, Ludo, entre outros.
Em 2023, já a viver em Portugal há vários anos, o artista, que é também youtuber, blogger e produtor de conteúdos digitais, viu a sua música "Something Going On", lançada em 2008, tornar-se viral na rede social TikTok, com mais de 2 mil milhões de visualizações. 
A sua discografia conta com dez álbuns de estúdio e, além das suas próprias produções, já produziu inúmeras músicas de sucesso para artistas lusófonos e francófonos, como Blaya, Nelson Freitas, C4 Pedro, Soumia, Elizio, Abege. 

## Discografia
- 1998 - Bounce Baby
- 1999 - Black Sea of Love
- 2000 - Worldwidechico
- 2003 - It Is All Love
- 2004 - African Bohemian
- 2006 - Legendary
- 2009 - Forever Young
- 2010 - Works of Art
- 2013 - Raw Like Sushi
- 2017 - African Prince